# Oxytate virens
Espèce
Synonymes
- Orus virens Thorell, 1891

Oxytate virens est une espèce d'araignées aranéomorphes de la famille des Thomisidae.

## Distribution
Cette espèce se rencontre en Inde, au Viêt Nam, en Malaisie, à Singapour et aux Philippines.
Elle semble absente du Sri Lanka contrairement aux informations de Simon en 1906 et Sherriffs en 1929.

## Habitat
Oxytate virens est présente dans le feuillage.

## Description
La femelle mesure de l'ordre de 10 mm.

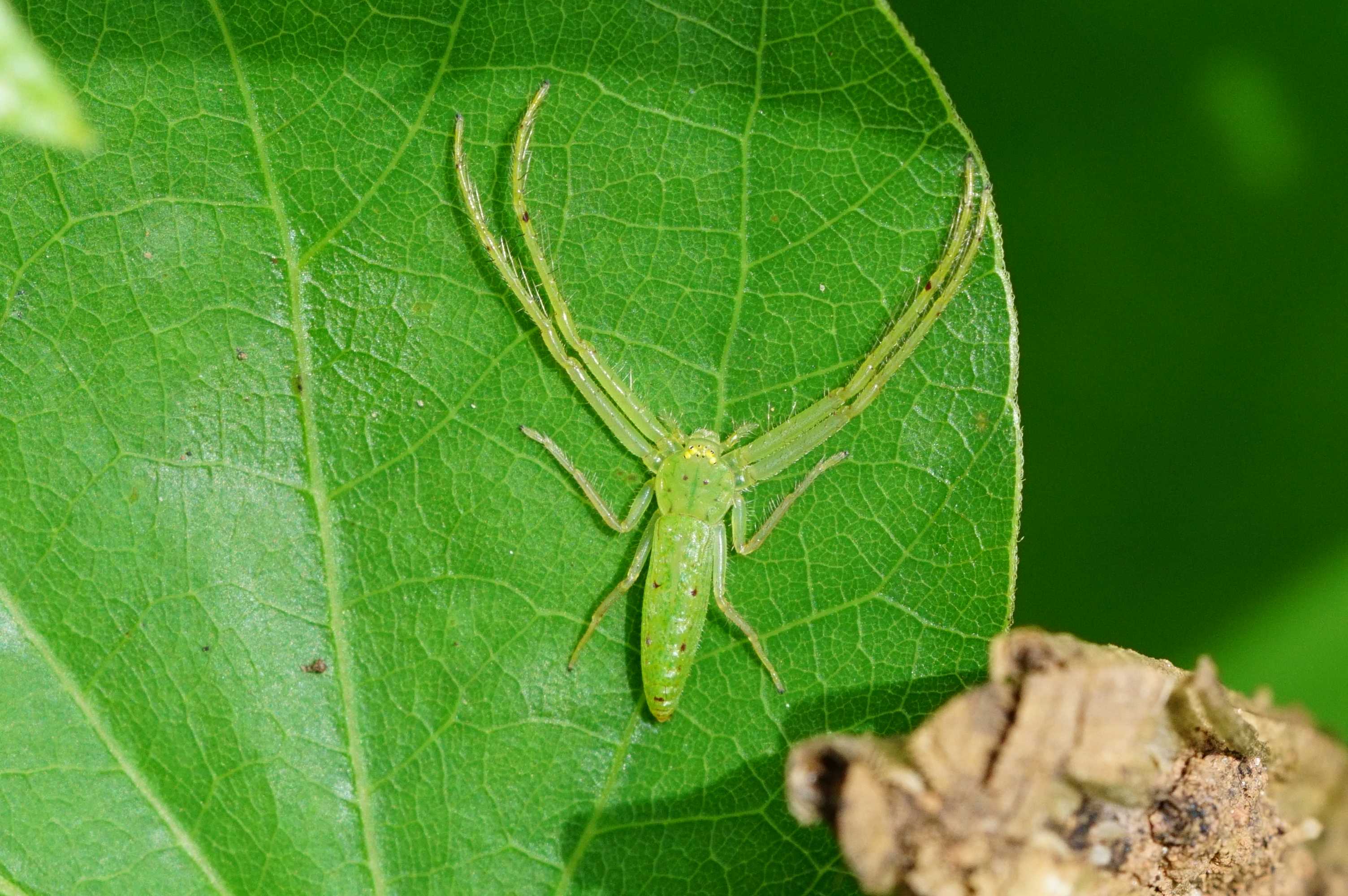
Oxytate virens

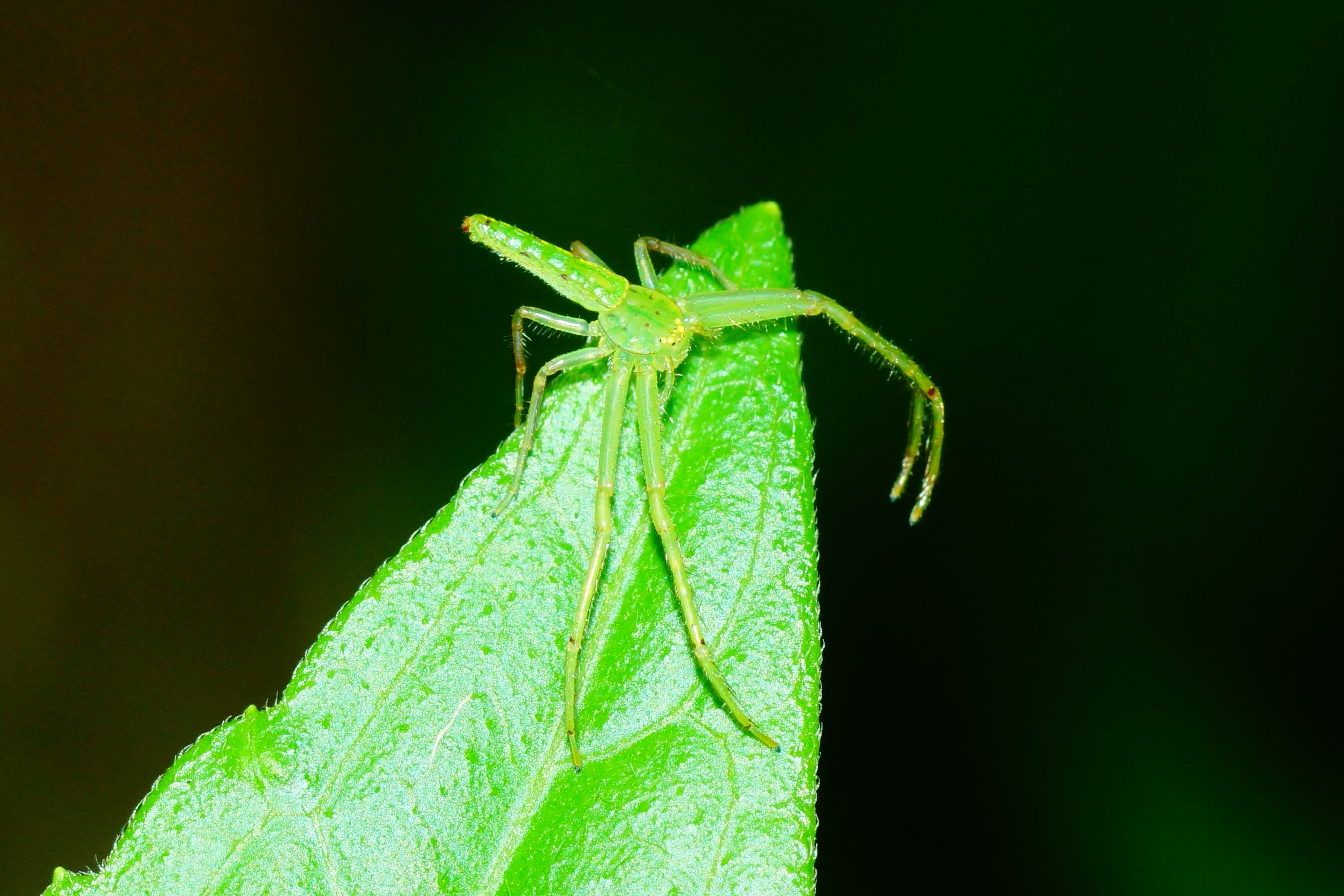
Oxytate virens

Cette espèce est globalement de couleur verte.
Le céphalothorax est un peu plus long que large.
Les yeux sont assez petits.
Les pattes antérieures sont longues et armées d'épines. Les pattes postérieures sont plus fines et deux fois plus courtes.
L'abdomen est allongé, un peu plus sombre que l'ensemble de l'animal, s'élargissant légèrement vers le milieu avec la partie antérieure finissant en pointe.

## Comportement

### Prédation et alimentation
Comme toutes les espèces du genre Oxytate, Oxytate virens chasse la nuit à l'affût sous une feuille en détectant les vibrations des proies se déplaçant à la surface de cette feuille.

## Systématique et taxinomie
Cette espèce a été décrite sous le protonyme Orus virens par Thorell en 1891. Elle est placée dans le genre Dieta par Simon en 1895 puis dans le genre Oxytate par Song, Feng et Shang en 1982et confirmé par Lehtinen en 2004.

## Publication originale
- Thorell, 1891 : Spindlar från Nikobarerna och andra delar af södra Asien. Kongliga Svenska Vetenskaps-Akademeins Handlingar, vol. 24, no 2, p. 1-149 (texte intégral).